# 보은군립도서관
보은군립도서관(報恩郡立圖書館)은 대한민국 충청북도 보은군 보은읍에 있는 군립 도서관이다. 2021년 4월 30일에 결초보은 문화누리관으로 종합 개관했다.

## 연혁
- 2021년 4월 30일 개관.